# Villa Kleinbach

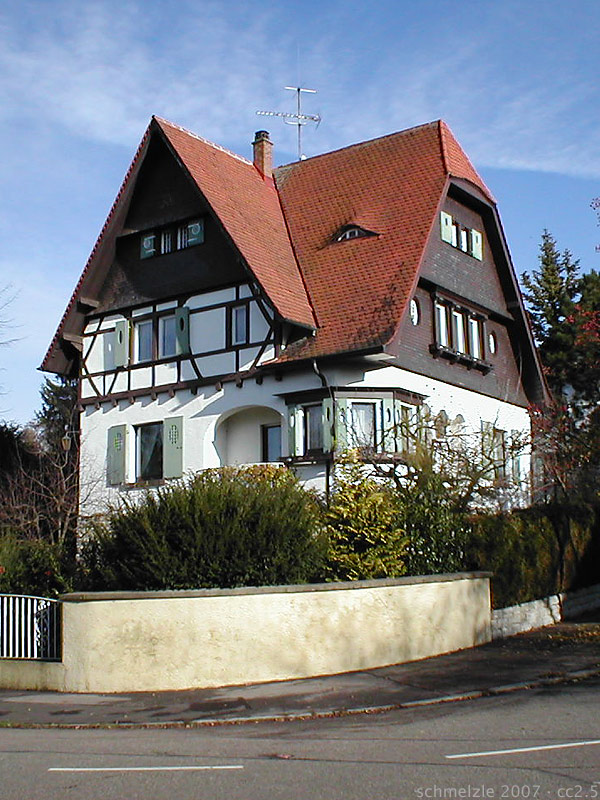
Villa Kleinbach

Die Villa Kleinbach ist eine Villa an der Gutenbergstraße 63 in Heilbronn. Das Gebäude steht unter Denkmalschutz.

## Geschichte und Beschreibung
Das Gebäude wurde 1908 nach Plänen des Architekten Jakob Saame für den Rentier Heinrich Kleinbach, Kaufmann und langjähriger demokratischer Gemeinderat, geboren 19. Februar 1859 in Heilbronn, gestorben 22. März 1931 in Heilbronn, erbaut. Der Architekt nahm Motive der heimischen Fachwerkarchitektur bei der Gestaltung der Villa wieder auf, die im Heimatstil mit Zitaten der nord- und mitteldeutschen Landhausarchitektur des 18. Jahrhunderts errichtet wurde. 
1950 gehörte die Villa dem Stadtamtmann Emil Mühleisen, der sie auch 1961 noch besaß.